# 4613 Mamoru
4613 Mamoru è un asteroide della fascia principale. Scoperto nel 1990, presenta un'orbita caratterizzata da un semiasse maggiore pari a 2,6651354 UA e da un'eccentricità di 0,3029759, inclinata di 6,64964° rispetto all'eclittica.